# John Adams Building
Le John Adams Building est un des trois bâtiments qui composent la Bibliothèque du Congrès des États-Unis et fait partie du complexe du Capitole des États-Unis.

## Histoire
Construite à l'origine comme une simple annexe du Thomas Jefferson Building, la bibliothèque a ouvert ses portes le 3 janvier 1939 et a été nommé en hommage à l'ancien président des États-Unis John Adams.

## Liens externes

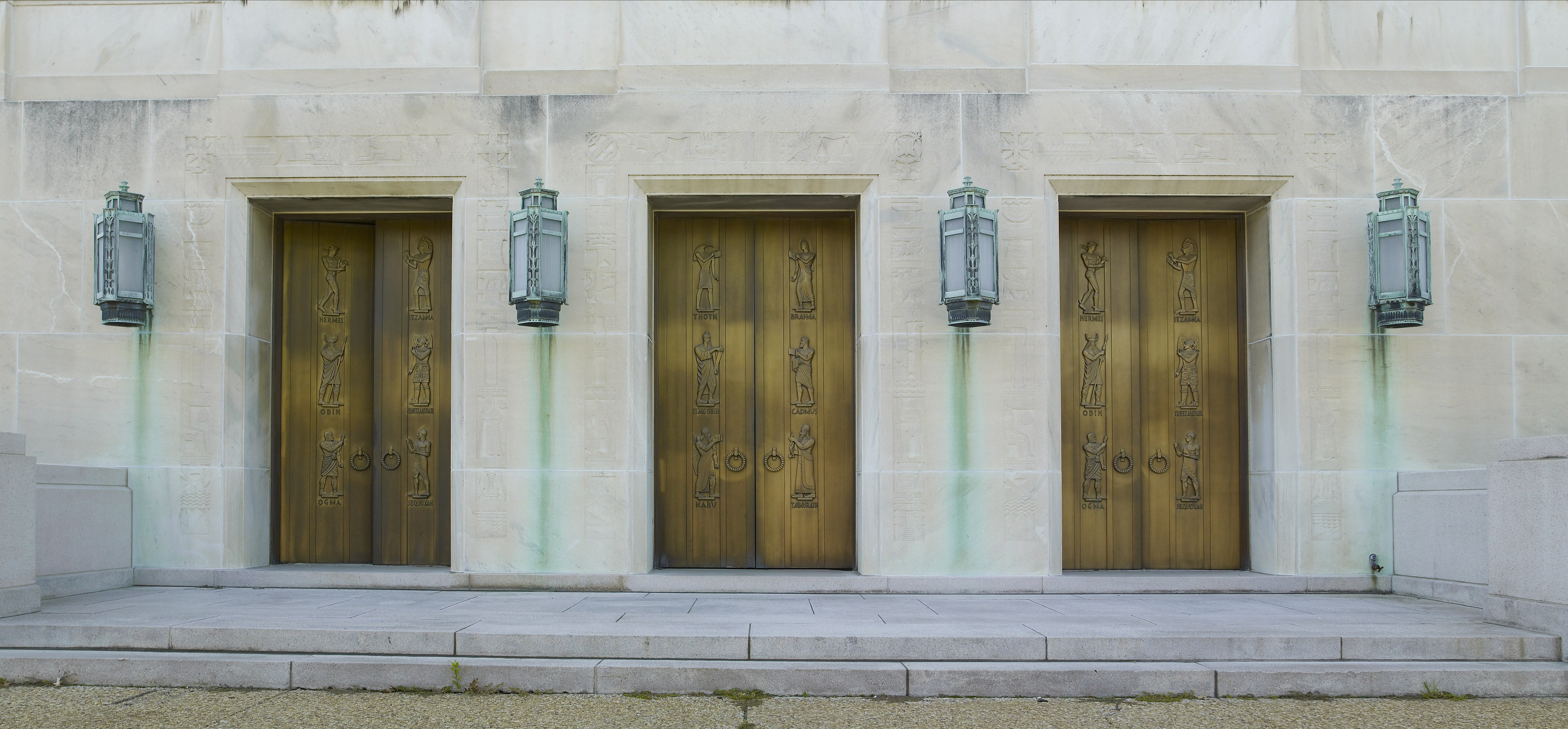
Lee Lawrie, figurines sculptées dans le bronze, portes de l'entrée est